# Стратегическая оборонная инициатива
Стратеги́ческая оборо́нная инициати́ва (СОИ, SDI — Strategic Defense Initiative), также известная как «Звёздные войны» — объявленная президентом США Рональдом Рейганом 23 марта 1983 года долгосрочная программа научно-исследовательских и опытно-конструкторских работ. Основной целью СОИ являлось создание научно-технического задела для разработки широкомасштабной системы противоракетной обороны (ПРО) с элементами космического базирования, исключающей или ограничивающей возможное поражение наземных и морских целей из космоса.
Её главными целями предполагались завоевание господства в космосе, создание противоракетного «щита» США для надёжного прикрытия всей территории Северной Америки посредством развёртывания нескольких эшелонов ударных космических вооружений, способных перехватывать и уничтожать баллистические ракеты и их боевые блоки на всех участках полёта.
По мере развития проекта, к нему подключились партнёры США по блоку НАТО, в первую очередь, Великобритания.
Для американского общества нарисованные Рейганом в своей речи картины выглядели совершенно фантастически, и проект немедленно получил прозвище «Звёздные войны», в честь вышедшей незадолго до этого на экраны киноэпопеи Джорджа Лукаса.

## Цели
По мнению Давида Оманда, бывшего директора Центра правительственной связи Великобритании, реальной целью программы было не развертывание средств ПРО в космосе, а подрыв экономики СССР. Совет прибегнуть к такой стратегии дал Рейгану Олег Гордиевский. Идея Гордиевского заключалась в том, что попытки СССР идти в ногу с американскими оборонными технологиями (включая программу «Звездные войны») в конечном итоге приведут к краху советской экономики.

## Описание
Основные элементы такой системы предусматривалось базировать в космосе. Для поражения большого числа целей (нескольких тысяч) в течение нескольких минут в ПРО по программе СОИ предусматривалось использование активных средств поражения, основанных на новых физических принципах, в том числе лучевых, электромагнитных, кинетических, сверхвысокочастотных, а также нового поколения традиционного ракетного оружия «земля-космос», «воздух-космос».
Весьма сложными являются проблемы вывода элементов ПРО на опорные орбиты, распознавания целей в условиях помех, расходимости лучевой энергии на больших расстояниях, прицеливания по высокоскоростным маневрирующим целям и многие другие. Таким глобальным макросистемам, как ПРО, имеющим сложную автономную архитектуру и многообразие функциональных связей, присущи нестабильность и способность к самовозбуждению от внутренних неисправностей и внешних возмущающих факторов. Возможное в этом случае несанкционированное срабатывание отдельных элементов космического эшелона системы ПРО (например, приведение её в повышенную боевую готовность) может быть расценено другой стороной как подготовка к удару и может спровоцировать её на упреждающие действия.
Работы по программе СОИ принципиально отличаются от выдающихся разработок прошлого — таких как, например, создание атомной бомбы («Манхэттенский проект») или высадка человека на Луну (проект «Аполлон»). При их решении авторы проектов преодолевали достаточно предсказуемые проблемы, обусловленные лишь законами природы. При решении проблем по перспективной ПРО авторы будут вынуждены вести борьбу также и с разумным противником, способным к разработке непредсказуемых и эффективных контрмер.
Создание ПРО с элементами космического базирования, помимо решения ряда сложных и чрезвычайно дорогих научно-технических проблем, связано с преодолением нового общественно-психологического фактора — присутствия мощного, всевидящего оружия в космосе. Именно совокупность этих причин (преимущественно практическая невозможность создания СОИ) привела к отказу от продолжения работ по созданию СОИ в соответствии с её первоначальным замыслом. В то же время с приходом к власти в США республиканской администрации Джорджа Буша (младшего) эти работы были возобновлены в рамках создания системы ПРО.

## Компоненты СОИ

### Поражение и уничтожение

#### Противоракеты

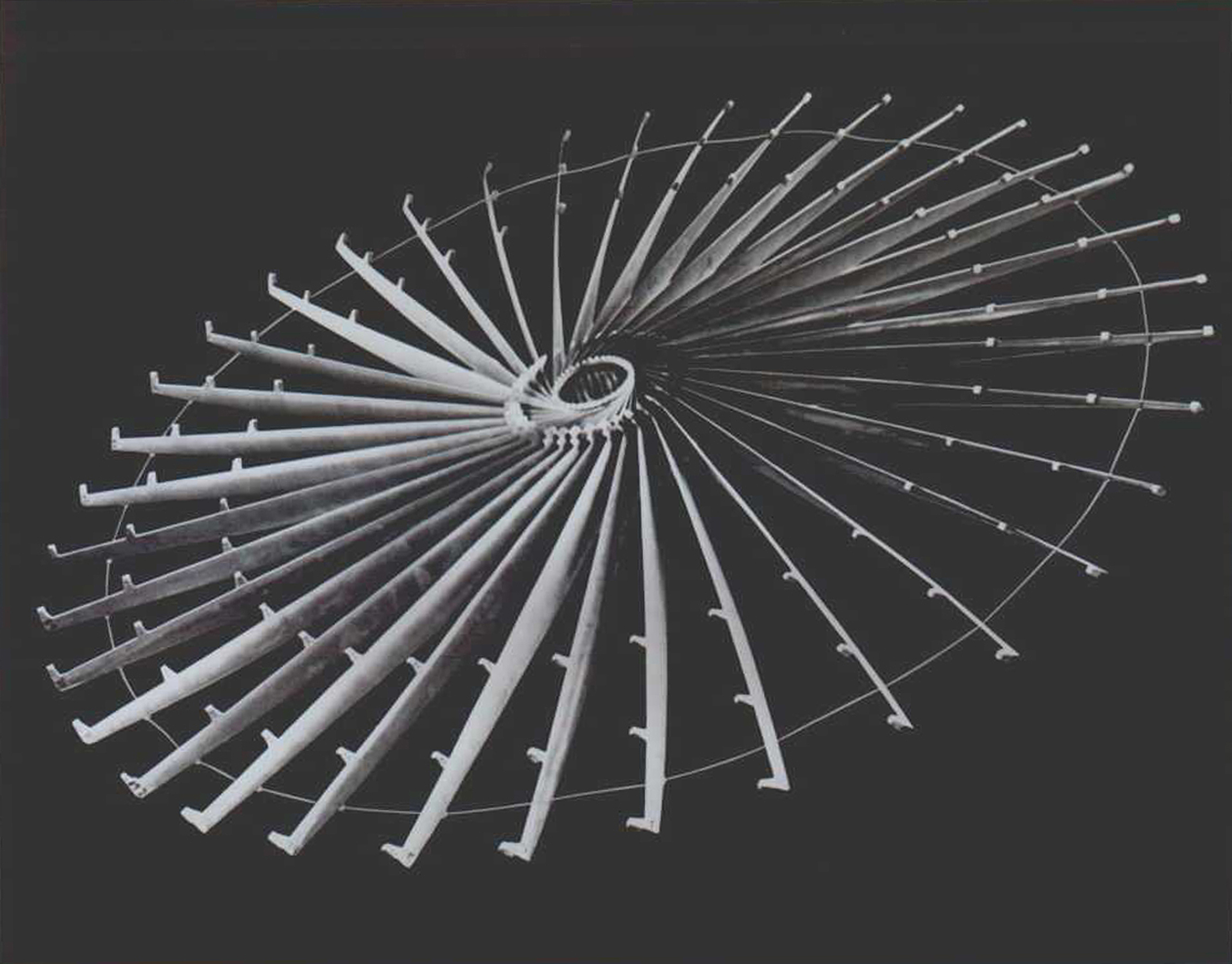
Сеть HOE в Космосе

Противоракеты являлись наиболее «классическим» решением в рамках СОИ и представлялись основной составляющей последнего эшелона перехвата. Ввиду недостаточного времени реакции противоракет их затруднительно использовать для перехвата боеголовок на основном участке траектории (так как противоракете требуется значительное время, чтобы преодолеть разделяющее её и цель расстояние), но развёртывание и обслуживание противоракет было сравнительно дёшево. Считалось, что противоракеты будут исполнять роль последнего эшелона СОИ, добивая те отдельные боеголовки, которые сумеют преодолеть средства ПРО космического базирования.
В самом начале разработки программы СОИ было решено отказаться от «традиционных» для противоракет ядерных боеголовок. Высотные ядерные взрывы затрудняли работу радаров, и тем самым, сбитие одной боеголовки, затрудняло поражение остальных — в то же время, развитие систем наведения позволяло добиться прямого попадания противоракетой в боеголовку и уничтожения боеголовки энергией встречного кинетического соударения.
В конце 1970-х фирмой Lockheed был разработан проект HOE (англ. Homing Overlay Experiment) — первый проект системы кинетического перехвата. Так как идеально точное кинетическое попадание на том уровне развития электроники всё ещё представляло некоторую проблему, создатели HOE попытались расширить область поражения. Поражающий элемент HOE представлял собой раскладную структуру, напоминающую каркас зонтика, который при выходе за пределы атмосферы разворачивался и раздвигался за счёт вращения и центробежного действия грузов, закреплённых на концах «спиц». Таким образом, площадь поражения увеличивалась до нескольких метров: предполагалось, что энергии столкновения боеголовки с грузом при суммарной скорости сближения около 12-15 км/с полностью разрушит боеголовку.
Четыре испытания системы были предприняты в 1983—1984 годах. Первые три были неудачны из-за сбоев в системе наведения, и лишь четвёртое, предпринятое 10 июня 1984 года увенчалось успехом, когда система перехватила учебный боевой блок МБР «Минитмен» на высоте около 160 км. Хотя сама концепция HOE не получила дальнейшего развития, она заложила основы будущих систем кинетического перехвата.
В 1985 была инициирована разработка противоракет ERIS (англ. Exoatmospheric Reentry Interceptor Subsystem - Субсистема заатмосферного перехвата входящих (в атмосферу) боеголовок) и HEDI (англ. High Endoatmospheric Defense Interceptor - Высотный Атмосферный Защитный Перехватчик).
Ракета ERIS была разработана фирмой Lockheed и предназначалась для перехвата боеголовок в космическом пространстве при скоростях сближения до 13,4 км/с. Образцы ракеты были изготовлены на базе ступеней твердотопливных МБР «Минитмен», наведение на цель осуществлялось при помощи инфракрасного сенсора, а поражающим элементом являлась надувная шестиугольная конструкция, по углам которой были размещены грузы: такая система обеспечивала ту же площадь поражения что и «зонтик» HOE при гораздо меньшей массе. В 1991 году, система осуществила два успешных перехвата учебной цели (боевого блока МБР), окружённой надувными имитаторами. Хотя в 1995 программа была официально закрыта, наработки ERIS были использованы в последующих американских системах вроде THAAD и Ground-Based Midcourse Defense.
HEDI, разработанная McDonnell Douglas, была небольшой противоракетой ближнего перехвата, разработанной на базе противоракеты «Спринт». Её лётные испытания начались в 1991 году. Всего было выполнено три полёта, два из которых были успешными, до того как программа была закрыта.

#### Лазеры с ядерной накачкой
Перспективной основой системы СОИ в начальный период виделись рентгеновские лазерные системы с накачкой от ядерных взрывов. Подобные установки были основаны на использовании специальных стержней, расположенных на поверхности ядерного заряда, которые после детонации превращались бы в ионизированную плазму, но сохраняли в течение первых миллисекунд прежнюю конфигурацию, и, остывая в первые доли секунды после взрыва, излучали бы вдоль своей оси узкий пучок жёсткого рентгеновского излучения.
Чтобы обойти Договор о неразмещении ядерного оружия в космосе, ракеты с атомными лазерами должны были базироваться на переоборудованных старых подводных лодках (в 1980-х в связи со списанием БРПЛ «Поларис», из состава флота выводились 41 ПЛАРБ, которые предполагалось использовать в целях развёртывания ПРО) и запускаться за пределы атмосферы в первые секунды атаки. Первоначально предполагалось, что заряд — получивший кодовое название «Экскалибур» — будет иметь множество независимых стержней, автономно наводящихся на разные цели, и, таким образом, сможет одним ударом поразить несколько боеголовок. Более поздние решения предполагали концентрацию на одной цели множества стержней, чтобы получить мощный сфокусированный пучок излучения.
Шахтные испытания прототипов в 1980-х дали, в целом, положительные результаты, но подняли целый ряд непредвиденных проблем, решить которые быстро не удавалось. В результате, от развёртывания ядерных лазеров в качестве основного компонента СОИ пришлось отказаться, переведя программу в разряд исследовательских.

#### Химические лазеры
Согласно одному из предложений, космическая компонента СОИ должна была состоять из системы орбитальных станций, вооружённых более традиционными лазерами с химической накачкой. Были предложены различные конструктивные решения, с лазерными установками мощностью от 5 до 20 мегаватт. Развёрнутые на орбите, подобные «боевые звёзды» (англ. battlestar) должны были поражать ракеты и блоки разведения на ранних стадиях полёта, сразу же после выхода из атмосферы.
В отличие от самих боеголовок, тонкие корпуса баллистических ракет весьма уязвимы для лазерного излучения. Высокоточная инерциальная навигационная аппаратура автономных блоков разведения также чрезвычайно уязвима для лазерных атак. Предполагалось, что каждая лазерная боевая станция сможет произвести до 1000 лазерных серий, причём находившиеся в момент атаки ближе к территории противника станции должны были атаковать взлетающие баллистические ракеты и блоки разведения, а находящиеся дальше — отделившиеся боеголовки.
Эксперименты с лазером MIRACL (англ. Mid-Infrared Advanced Chemical Laser — улучшенный химический лазер инфракрасного диапазона) продемонстрировали возможность создания лазера на флюориде дейтерия, способного развить мегаваттную выходную мощность в течение 70 секунд. В 1985 году, на стендовых испытаниях улучшенная версия лазера с выходной мощностью 2,2 мегаватта разрушила закреплённую в 1 километре от лазера жидкостную баллистическую ракету. В результате 12-секундного облучения, стенки корпуса ракеты потеряли прочность и были разрушены внутренним давлением. В вакууме подобные результаты могли бы быть достигнуты на значительно большей дистанции и при меньшем времени облучения (за счёт отсутствия рассеивания луча атмосферой и отсутствия давления внешней среды на баки ракеты).
Программа разработки лазерных боевых станций продолжалась вплоть до закрытия программы СОИ.

#### Орбитальные зеркала и наземные лазеры
В 1980-х в рамках СОИ рассматривалась идея частично-космической лазерной системы, которая включала бы мощный лазерный комплекс, расположенный на Земле, и систему орбитальных зеркал, наводящих отражённый луч на боеголовки. Расположение основного лазерного комплекса на земле позволяло решить целый ряд проблем с обеспечением энергией, отводом тепла и защитой системы (хотя в то же время приводило к неминуемым потерям мощности луча при прохождении атмосферы).
Предполагалось, что комплекс лазерных установок, расположенных на вершинах высочайших гор США, в критический момент атаки будет приведён в действие и направит лучи в космическое пространство. Расположенные на геостационарных орбитах концентрирующие зеркала должны были собрать и сфокусировать рассеянные атмосферой лучи, и перенаправить их на более компактные, расположенные на низкой орбите перенаправляющие зеркала — которые нацелили бы дважды отражённые лучи на боеголовки.
Преимуществами системы была простота (принципиальная) постройки и развёртывания, а также малая уязвимость для ударов противника — концентрирующие зеркала, изготовленные из тонкой плёнки, было относительно легко заменить. Кроме того, система могла потенциально использоваться и против взлетающих МБР и блоков разведения — гораздо более уязвимых, чем сами боеголовки — на начальном этапе траектории. Большим недостатком была огромная — ввиду потерь энергии при прохождении атмосферы и переотражении луча — необходимая мощность наземных лазеров. Согласно подсчётам, для питания лазерной системы, способной обеспечить надёжное поражение нескольких тысяч МБР или их боевых блоков, требовалось почти 1000 гигаватт электроэнергии, перераспределение которой буквально за несколько секунд в случае войны потребовало бы гигантской перегрузки энергетической системы США.
В рамках программы проводились эксперименты для проверки методов компенсации атмосферных искажений в реальном времени, в лабораториях SOR и  Исследовательской лаборатории ВМФ США — Low-power Atmospheric Compensation Experiment (LACE).
см. также: Project Excalibur

#### Излучатели нейтральных частиц
Значительное внимание в рамках СОИ уделялось возможности создания так называемого пучкового оружия, поражающего цель потоком разогнанных до субсветовых скоростей частиц. Ввиду значительной массы частиц, поражающий эффект подобного оружия был бы значительно выше, чем у аналогичных по потреблению энергии лазеров; однако, оборотной стороной были проблемы с фокусировкой пучка частиц.
В рамках программы СОИ предполагалось создание тяжёлых орбитальных автоматических станций, вооружённых излучателями нейтральных частиц. Основная ставка делалась на радиационное воздействие высокоэнергетических частиц, при их торможении в материале неприятельских боеголовок; подобное облучение должно было выводить из строя электронику внутри боеголовок. Уничтожение самих боеголовок считалось возможным, но требующим длительного облучения и высокой мощности. Такое оружие было бы эффективно на дистанциях до десятков тысяч километров. Было проведено несколько экспериментов с запуском прототипов излучателей на суборбитальных ракетах.
Предполагалось, что излучатели нейтральных частиц могут быть применены в рамках СОИ следующим образом:
- Дискриминация ложных целей — даже небольшой мощности пучки нейтральных частиц, поражающие цель, вызывали бы эмиссии электромагнитного излучения, зависящие от материала и структуры цели. Таким образом, даже на минимальной мощности излучатели нейтральных частиц могли быть использованы для определения настоящих боеголовок на фоне ложных целей.
- Поражение электроники — тормозясь в материале цели, нейтральные частицы провоцировали бы мощное ионизирующее излучение, способное разрушить электронные схемы и убивать живые организмы. Таким образом, облучение потоками нейтральных частиц могло разрушать микросхемы цели и поражать экипажи, не разрушая цель физически.
- Физическое уничтожение — при достаточной мощности и плотности пучка нейтральных частиц, его торможение в материале цели приводило бы к мощному выделению тепла и физическому разрушению структуры цели. При этом — так как тепло выделялось бы по мере пробега частиц в материале цели — тонкие экраны были бы совершенно неэффективны против подобного оружия. С учётом высокой точности, присущей подобному оружию, было возможно быстро вывести неприятельский космический аппарат из строя, разрушив его ключевые компоненты (двигательные установки, топливные баки, сенсорные и оружейные системы, кабину управления).

Разработка излучателей нейтральных частиц считалась перспективным направлением, однако, ввиду значительной сложности таких установок и огромного энергопотребления, их развёртывание в рамках СОИ предполагалось не ранее 2025 года.

#### Атомная картечь
В качестве побочного ответвления программы лазеров с ядерной накачкой, в рамках программы СОИ рассматривалась возможность использования энергии ядерного взрыва для разгона до сверхвысоких скоростей материальных снарядов (картечи). Программа «Прометей» предполагала использование энергии плазменного фронта, образующегося при детонации килотонной мощности ядерных зарядов, чтобы придать ускорение вольфрамовым картечинам. Предполагалось, что при детонации заряда, размещённая на его поверхности вольфрамовая плита особой формы разрушится на миллионы крошечных дробинок, движущихся в нужном направлении со скоростью до 100 км/с. Так как считалось, что энергии соударения не хватит для эффективного разрушения боеголовки, систему предполагалось использовать для эффективной селекции ложных целей (так как «выстрел» атомного дробовика накрывал значительный сектор околоземного пространства), динамика которых от соударения с картечинами должна была существенно измениться.

#### Рельсотроны

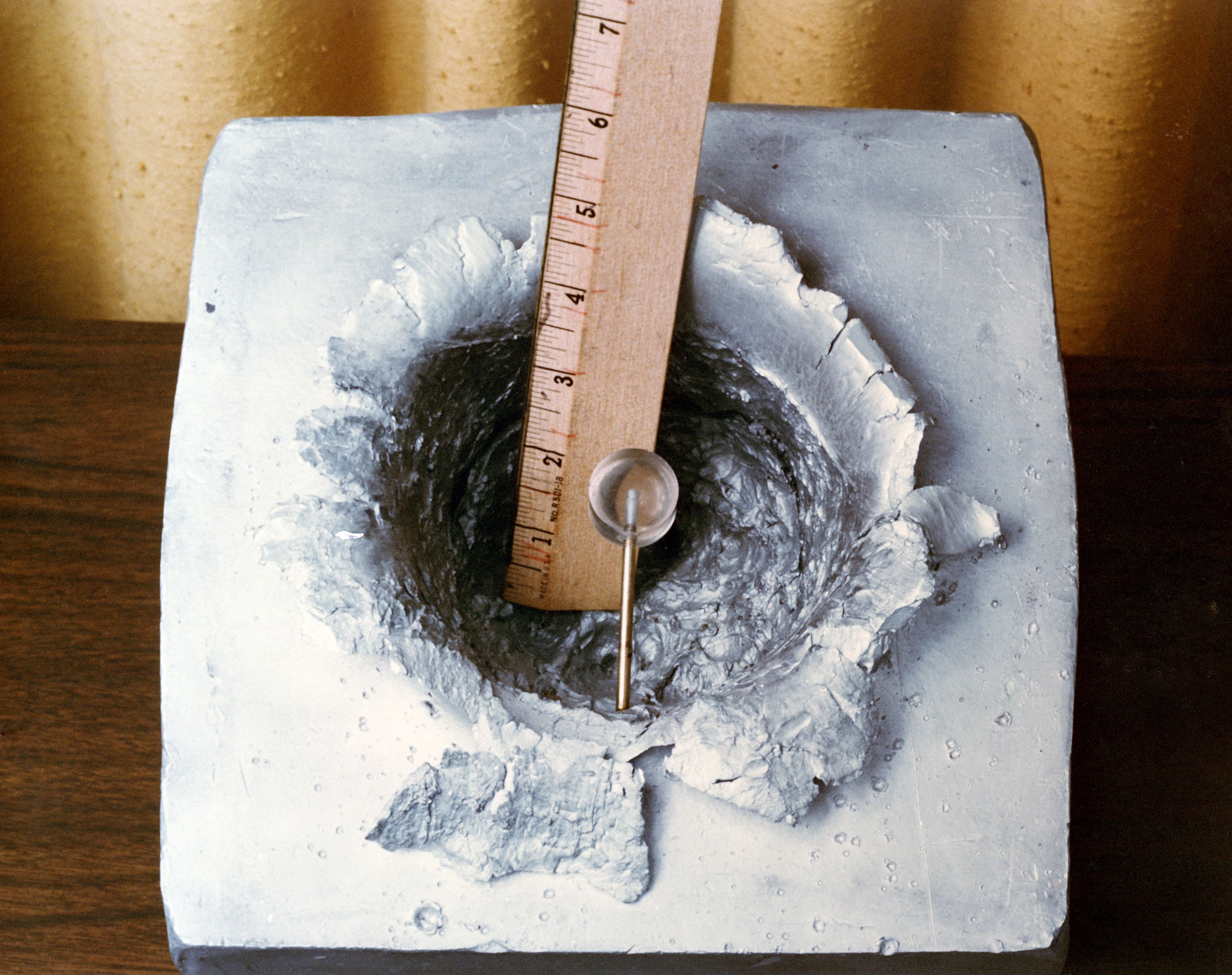
Результат столкновения 7-граммового снаряда легкогазовой пушки, летящего на скорости в 7000 метров в секунду с алюминиевой плитой.

В качестве эффективного средства поражения боеголовок также рассматривались электромагнитные рельсовые ускорители, способные разогнать (за счёт силы Лоренца) проводящий снаряд до скорости в несколько километров в секунду. На встречных траекториях, соударение даже с сравнительно лёгким снарядом могло привести к полному уничтожению боеголовки. В плане космического базирования, рельсотроны были значительно выгоднее, чем рассматривавшиеся параллельно с ними пороховые либо легкогазовые пушки, так как не нуждались в метательном веществе.
В ходе экспериментов по программе CHECMATE (Compact High Energy Capacitor Module Advanced Technology Experiment) удалось добиться существенного прогресса в области рельсотронов, но в то же время стало ясно, что это оружие не слишком пригодно для космического развёртывания. Значительной проблемой стало большое потребление энергии и выделение тепла, отвод которого в космосе вызвал потребность в значительных по площади радиаторах. В итоге, программа рельсотронов в рамках СОИ была отменена.

#### Кинетические спутники-перехватчики

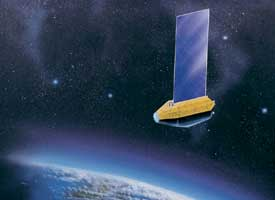
Спутник-перехватчик программы «Бриллиантовая галька» (художественное изображение)

В ноябре 1986 года было выдвинуто предложение сделать основным компонентом СОИ миниатюрные спутники-перехватчики, поражающие цели кинетическим ударом при прямом столкновении. Тысячи таких крошечных сателлитов могли быть выведены заранее на орбиту, и в нужный момент — нацелиться на взлетающие ракеты или боеголовки и столкнуться с ними.
Проект «Бриллиантовая галька» (англ.  Briliant Pebbles) предусматривал вывод на околоземную орбиту системы из более чем 4000 миниатюрных спутников, оснащённых самостоятельной лидарной системой наведения. Спутники должны были наводиться на поднимающиеся из атмосферы баллистические ракеты, и поражать их лобовым столкновением на встречном курсе. Удар 14-килограммового аппарата при скорости сближения порядка 10-15 км/с гарантировал полное уничтожение ракеты или боеголовки неприятеля.
Основным преимуществом системы была её практически полная неуязвимость для превентивного удара противника. Система состояла из тысяч крошечных спутников, разнесённых на десятки и сотни километров друг от друга. Принимая во внимание сложность отслеживания столь небольших объектов, противник физически не мог уничтожить за разумное время значительное их число: пополнить же потери можно было достаточно быстро. Стандартные методы ослепления и нарушения работы системы помехами также не были бы эффективны ввиду значительного количества сателлитов и отсутствия интеграции системы в иные компоненты СОИ.
Система «Бриллиантовая галька» рассматривалась как наиболее перспективная часть СОИ, так как была основана исключительно на доступных технологиях и не требовала никаких фундаментальных исследовательских программ для реализации. При этом потенциальная эффективность спутников-перехватчиков была бы весьма высока, и они могли поражать любой тип движущихся в космическом пространстве целей. Тем не менее, как и иные компоненты СОИ, «Бриллиантовая галька» не была реализована, и программа была закрыта в 1994 году. Во время войны в Персидском Заливе, ряд военных аналитиков считало, что даже частичное развёртывание «Бриллиантовой гальки» могло бы полностью нейтрализовать урон, наносимый иракскими баллистическими ракетами типа Р-17.

## Задействованные структуры
США
| Перечень американских национальных подрядчиков программы SDI по объёму заказов (млн. долл.) |                 |       |
| Подрядчик                                                                                   | Местонахождение | Сумма |
| Boeing Aerospace Co.                                                                        | Вашингтон       | 131   |
| TRW Systems Group/TRW Inc.                                                                  | Калифорния      | 57    |
| Lockheed Aircraft Corp.                                                                     | Калифорния      | 33    |
| AVCO-Everett Research Lab                                                                   | Массачусетс     | 24    |
| Rockwell Satellite Division                                                                 | Калифорния      | 22    |
| Teledyne Brown Engineering                                                                  | Алабама         | 21    |
| LTV Aerospace & Defense Co.                                                                 | Техас           | 19    |
| Hughes Aircraft Co.                                                                         | Калифорния      | 14    |
| Nichols Research Corp.                                                                      | Алабама         | 11    |
| General Dynamics Corp.                                                                      | Калифорния      | 9     |
| Aerojet-General Corp.                                                                       | Калифорния      | 9     |
| GM Corp.-DELCO Electronics Division                                                         | Калифорния      | 7     |
| MIT-Lincoln Labs                                                                            | Массачусетс     | 7     |
| Western Research Labs                                                                       | Калифорния      | 6     |
| Space Data Corp.                                                                            | Аризона         | 6     |
| Kaman Science Co.                                                                           | Колорадо        | 5     |
| Science Applications Inc.                                                                   | Виргиния        | 5     |
| ITEK Corp.                                                                                  | Массачусетс     | 5     |
| McDonnell Douglas Astronautics                                                              | Калифорния      | 4     |
| Mission Research Corp.                                                                      | Калифорния      | 3     |

Великобритания
Thorn EMI (электроника), Ferranti (программное обеспечение), Logica (информационные системы), British Aerospace (ракетно-космическая техника), Университет Хериота-Уатта (оптическая вычислительная техника).

## Расходы
| Год | 1983 | 1984 | 1985 | 1986 | 1987 | 1988 | 1989 | 1990 | 1991   | 1992   | 1993   |
| --- | ---- | ---- | ---- | ---- | ---- | ---- | ---- | ---- | ------ | ------ | ------ |
|     |      |      |      |      |      |      |      |      | 2,6919 | 3,2818 | 4,3147 |

Политические последствия
Существует мнение, что расходы на противодействие СОИ в сочетании с падением цен на нефть привели к истощению советской экономики и распаду СССР.

## «Асимметричный ответ»
В 1980-е годы в СССР был в том числе разработан «асимметричный ответ» на «Стратегическую оборонную инициативу» Р. Рейгана. Академик РАН А. А. Кокошин, занимавший в прошлом посты первого заместителя министра обороны и секретаря Совета безопасности РФ, писал об «асимметричном ответе»:
Суммируя все результаты той огромной работы, которая была проделана в Советском Союзе в 1980-е гг. по отработке концепции и конкретных программ «асимметричного ответа» …на «СОИ», можно отметить три основных типа ответных мер на перспективную широкомасштабную противоракетную оборону США с точки зрения всего комплекса параметров обеспечения стратегической стабильности:
1. Повышение уровня боевой устойчивости (в том числе неуязвимости) стратегических ядерных сил (повышение взрывостойкости шахт пусковых установок (ПУ), пунктов управления пуском (ПУП) МБР и пр.; увеличение скрытности движения подвижно-грунтовых ракетных комплексов; снижение шумности атомных подводных лодок; наращивание средств защиты лодок-«стратегов» от воздействия противолодочных сил другой стороны; защита стартовых позиций межконтинентальных баллистических ракет локальными средствами противоракетной обороны и др.).
2. Повышение способности наступательных средств наших СЯС по преодолению всех возможных эшелонов (рубежей) противоракетной обороны противника (в том числе путем обеспечения радикального сокращения времени прохождения ракеты на разгонном участке, где она наиболее уязвима), повышение маневренности (со снижением вероятности их поражения) боевых блоков на подлетном участке к целям и др.
3. Разработка специальных мер по поражению (нейтрализации) космических боевых станций (КБС) или размещаемых в космосе на околоземных орбитах ретрансляционных зеркал мощных наземных лазерных установок.
Не все из этих мер оказались в то время реализованными в виде результатов НИР и ОКР — темпы и масштабы их реализации увязывались с темпами и масштабами реализации программ, входивших в «СОИ».

По характеру своего воздействия такие контрмеры могут быть активными или пассивными. По времени активизации контрмер их можно разделить на меры быстрой реакции, реализация которых непосредственно привязана к моменту ответного удара, и долговременные меры, охватывающие заблаговременную подготовку потенциала ответного удара, включая структурные изменения в силах и средствах ядерного сдерживания (количественные и качественные). Также предусматривались некоторые локальные меры, которые могут быть использованы для поражения жизненно важных и весьма уязвимых элементов многоэшелонной системы ПРО «оппонента».
— Кокошин А.А., Проблемы обеспечения стратегической стабильности: Теоретические и прикладные вопросы., 
Георгий Арбатов так сказал о СОИ:

Но очень хорошо получилось, что вся затея со «звёздными войнами» не очень напугала Михаила Сергеевича. Он был окружён людьми, такими специалистами, как Сагдеев, Велихов, которые его тоже убедили, что это пока ещё не имеет за собой никакой даже технической основы по-настоящему, и угрозу, которая может возникнуть, легко преодолеть несравненно более дешёвыми средствами (идея асимметричного ответа).

## XXI век
27 января 2025 года Дональд Трамп подписал указ, предписывающий Вооруженным силам США создать систему противоракетной обороны.